# Franco Cángele
Franco Dario Cángele (Buenos Aires, 16 juni 1984) is een Argentijns profvoetballer.

## Carrière
Cángele is een jeugdproduct van de befaamde Boca Juniors. De speler brak door in het eerste elftal in 2002. Echter kon de jonge spits de verwachtingen niet waar maken en vertrok al in 2004 naar Independiente. Bij deze club speelde Cángele weer niet goed en de club verkocht de spits op zijn beurt aan Cólon. De Argentijnse club besloot de speler in 2006 te verhuren samen met Alejandro Rubén Capurro aan de Turkse club Sakaryaspor. Hoewel de club degradeerde in dat seizoen, maakte Cángele een sterke indruk. Hierop volgde een transfer naar de Turkse middenmoter Kayserispor. Cángele heeft een contract tot medio 2012 en geldt als een van de grootste smaakmakers uit de Turkse competitie.

## Erelijst
- Winnaar Argentijnse Apartura competitie in 2003
- Winnaar Copa Libertadores in 2003
- Winnaar Copa Sudamericana in 2004
- Winnaar Turkse beker in 2008